# 红脉兔儿风
红脉兔儿风（学名：Ainsliaea rubrinervis）是菊科兔儿风属的植物，为中国的特有植物。分布在中国大陆的四川等地，生长于海拔800米至1,100米的地区，多生长于林地或荒坡上，目前尚未由人工引种栽培。